# Diriyya E-Prix 2021
Der Diriyya E-Prix 2021 (offiziell: 2021 Saudi Diriyah E-Prix) fand am 26. und 27. Februar auf der Formel-E-Rennstrecke Diriyya in Diriyya, einem Vorort von Riad in Saudi-Arabien statt und war das erste sowie das zweite Rennen der FIA-Formel-E-Weltmeisterschaft 2020/21. Es handelte sich um den dritten Diriyya E-Prix sowie um den Saisonauftakt der siebten Saison der Meisterschaft, die zum ersten Mal als offizielle Weltmeisterschaft ausgetragen wurde.

## Bericht

### Hintergrund
Nach der Verlegung des Rennens in Santiago wurde der Diriyya E-Prix erneut zum Saisonauftakt der FIA-Formel-E-Weltmeisterschaft. Der Diriyya E-Prix war das erste Rennen der Serie, das unter Flutlicht ausgetragen wurde. Aus diesem Grund wurden rund um die Strecke energiesparende LED-Scheinwerfer angebracht, die mit Strom aus CO2-neutralen Quellen betrieben wurden.
Aufgrund von Kosteneinsparungen durfte für die FIA-Formel-E-Weltmeisterschaft 2020/21 und die FIA-Formel-E-Weltmeisterschaft 2021/22 nur ein neuer Antrieb seitens der Hersteller entwickelt werden. Die FIA legte daher im Vorfeld der Saison drei mögliche Zeitpunkte für die Einführung des neuen Antriebs fest. Die Hersteller mussten sich im Vorfeld für eines der drei Zeitfenster entscheiden. Bis auf DS Techeetah, Nissan e.dams und Dragon Racing setzen alle Teams bereits beim Diriyya E-Prix die neuentwickelten Antriebe ein. Diese drei Teams entschieden sich dazu, den neuen Antrieb erst zum zweitmöglichen Zeitpunkt ab dem 5. April 2021 einzusetzen.
Nick Cassidy, Jake Dennis und Norman Nato debütierten in der Rennserie. Sam Bird (Jaguar), Tom Blomqvist (NIO 333), Alexander Sims (Mahindra) und Pascal Wehrlein (Porsche) bestritten die ersten Rennen für ihre neuen Teams.
Mit António Félix da Costa, Bird und Sims (jeweils einmal) traten drei ehemalige Sieger zu diesem Rennen an.

Nach dem zweiten Rennen ereignete sich ein Raketenangriff der Huthi auf die nahegelegene Hauptstadt Riad, der von der saudi-arabischen Raketenabwehr vereitelt werden konnte. Auch wenn es keinen direkten Zusammenhang zwischen dem Diriyya E-Prix und dem Angriff gab, geriet die Austragung des Rennens in Saudi-Arabien erneut in die Kritik. Aufgrund des Angriffs wurden unter anderem diverse Flüge verschoben oder abgesagt, betroffen war auch die Abreise der Mitarbeiter der Rennserie selbst sowie der teilnehmenden Rennteams.

### Renntag eins

#### Training
Im ersten freien Training, das am Abend des 25. Februar ausgetragen wurde, fuhr Nyck de Vries mit einer Rundenzeit von 1:08,693 Minuten die schnellste Runde vor André Lotterer und Lucas di Grassi.
Im zweiten freien Training, das am 26. Februar stattfand, fuhr de Vries mit einer Rundenzeit von 1:08,583 Minuten erneut die Bestzeit vor Stoffel Vandoorne und Edoardo Mortara. Das Training wurde nach einem Unfall von Nico Müller unterbrochen und nach einem weiteren Unfall von Robin Frijns kurz vor dem Ende abgebrochen.

#### Qualifying
Das Qualifying begann um 14:00 Uhr und fand in vier Gruppen zu je sechs Fahrern statt, jede Gruppe hatte drei Minuten Zeit, in der die Piloten maximal eine gezeitete Runde mit einer Leistung 200 kW und anschließend maximal eine gezeitete Runde mit einer Leistung von 250 kW fahren durften. Frijns konnte nach seinem Unfall im freien Training nicht teilnehmen und qualifizierte sich so nicht für den E-Prix. Die Rundenzeiten der 250-kW-Runden von Blomqvist, Cassidy und Müller wurden gestrichen, da die Piloten auf dieser Runde doppelt geschwenkte gelbe Flaggen ignoriert hatten. Zuvor war Sérgio Sette Câmara in die Streckenbegrenzung gerutscht. Alle vier Piloten qualifizierten sich ebenfalls nicht für den E-Prix. De Vries war mit einer Rundenzeit von 1:08,786 Minuten Schnellster und erhielt einen Punkt.
Die sechs schnellsten Fahrer fuhren anschließend im Superpole genannten Einzelzeitfahren die ersten sechs Positionen aus. De Vries sicherte sich mit einer Rundenzeit von 1:08,157 Minuten die Pole-Position und damit drei weitere Punkte. Es war die erste Pole-Position für de Vries in der FIA-Formel-E-Weltmeisterschaft. Die weiteren Positionen belegten Wehrlein, René Rast, Mortara, Alex Lynn und Mitch Evans.

#### Rennen
Das Rennen ging über eine Zeit von 45 Minuten zuzüglich einer Runde. Jeder Fahrer musste den Attack-Mode zweimal aktivieren, nach der Aktivierung leistete das Fahrzeug für eine Zeit von vier Minuten maximal 235 kW statt 200 kW. Müller nahm am Rennen nicht teil, da sein Fahrzeug nicht rechtzeitig repariert werden konnte.
De Vries gewann das Rennen vor Mortara und Evans. Es war der erste Sieg für de Vries in der FIA-Formel-E-Weltmeisterschaft. Die restlichen Punkteplatzierungen belegten Rast, Wehrlein, Oliver Rowland, Sims, Vandoorne, di Grassi und Oliver Turvey. Der Punkt für die schnellste Rennrunde unter den ersten Zehn ging an Rast. Vandoorne hatte zwar eine schnellere Runde gefahren, diese zählte jedoch laut Reglement nicht für den Bonuspunkt.
Die Gesamtwertung entsprach dem Rennergebnis.

### Renntag zwei

#### Training
Am zweiten Renntag gab es nur ein freies Training. Hier war Frijns mit einer Rundenzeit von 1:07,294 Minuten Schnellster vor de Vries und Cassidy. Das Training wurde nach einem Unfall von André Lotterer unterbrochen. Am Ende des Trainings verunfallte Mortara nach einem Übungsstart, als sein Fahrzeug ohne Bremswirkung mit einer Geschwindigkeit von rund 140 km/h frontal in die Streckenbegrenzung prallte. Mortara blieb unverletzt, wurde aber zur Untersuchung in ein Krankenhaus in Riad gebracht.

#### Qualifying
Das Qualifying begann um 14:00 Uhr und fand in vier Gruppen zu je sechs Fahrern statt. Jede Gruppe hatte drei Minuten Zeit, in der die Piloten maximal eine gezeitete Runde mit einer Leistung 200 kW und anschließend maximal eine gezeitete Runde mit einer Leistung von 250 kW fahren durften. Lotterer konnte nach seinem Unfall im freien Training nicht am Qualifying teilnehmen und qualifizierte sich damit nicht für den E-Prix. Nachdem die Ursache für das Bremsversagen von Mortara im freien Training auf eine falsch programmierte Software der Fahrzeuge mit Mercedes-Antrieb zurückgeführt wurde, erklärte die Rennleitung die Fahrzeuge als unsicher. Die Wagen von Mercedes und des Mercedes-Kundenteams Venturi durften somit nicht am Qualifying teilnehmen, alle vier Piloten qualifizierten sich somit ebenfalls nicht für das Rennen. Frijns war mit einer Rundenzeit von 1:07,810 Minuten Schnellster und erhielt daher einen Punkt.
Die sechs schnellsten Fahrer fuhren anschließend im Superpole genannten Einzelzeitfahren die ersten sechs Positionen aus. Frijns sicherte sich mit einer Rundenzeit von 1:07,889 Minuten die Pole-Position und damit weitere drei Punkte. Es war die erste Pole-Position für Frijns in der FIA-Formel-E-Weltmeisterschaft. Die weiteren Positionen belegten Sette Câmara, Bird, Turvey, Blomqvist und Müller.

#### Rennen
Das Rennen ging über eine Zeit von 45 Minuten zuzüglich einer Runde. Jeder Fahrer musste den Attack-Mode erneut zweimal aktivieren, nach der Aktivierung leistete das Fahrzeug für eine Zeit von vier Minuten maximal 235 kW statt 200 kW.
Nachdem Mercedes eine Anpassung der Software vorgenommen hatte und diese einer Überprüfung standhielt, wurden die Fahrzeuge von Mercedes und Venturi zum Rennen zugelassen. Obwohl er rechtzeitig von der Untersuchung aus dem Krankenhaus zurückkam, startete Mortara nicht zum Rennen, da sein Wagen nicht rechtzeitig repariert werden konnte. Auch Lotterer wurde erlaubt, am Rennen teilzunehmen.
Das Rennen wurde wenige Minuten vor dem Ende nach einem Unfall von Evans und Lynn mit der roten Flagge abgebrochen. Es war das erste Mal in der Geschichte der Rennserie, dass ein Rennen nicht mit der Zielflagge abgewunken wurde. Jean-Éric Vergne erhielt nachträglich eine Durchfahrtstrafe, die in eine Zeitstrafe von 24 Sekunden umgewandelt wurde, da er zum Zeitpunkt des Rennabbruchs nur einen der beiden vorgeschriebenen Attack-Modes verwendet hatte.
Bird gewann das Rennen vor Frijns und Félix da Costa. Bird wurde somit zum ersten Fahrer, der in jeder der ersten sieben Saisons der FIA-Formel-E-Weltmeisterschaft mindestens ein Rennen gewann. Die restlichen Punkteplatzierungen belegten Sette Câmara, Müller, Turvey, Rowland, di Grassi, de Vries und Wehrlein. Der Zusatzpunkt für die schnellste Rennrunde unter den ersten Zehn ging an de Vries.
De Vries führte nach dem Rennen die Gesamtwertung an, Zweiter vor Bird vor Frijns. In der Teamwertung führte Jaguar vor Mercedes und Virgin.

## Meldeliste
Alle Teams und Fahrer verwendeten Reifen von Michelin.
| Team                                     | Fahrzeug                    | Nr. | Fahrer                 |
| ---------------------------------------- | --------------------------- | --- | ---------------------- |
| DS Techeetah                             | DS E-Tense FE20             | 13  | António Félix da Costa |
| DS Techeetah                             | DS E-Tense FE20             | 25  | Jean-Éric Vergne       |
| Nissan e.dams                            | Nissan IM02                 | 22  | Oliver Rowland         |
| Nissan e.dams                            | Nissan IM02                 | 23  | Sébastien Buemi        |
| Mercedes-EQ Formula E Team               | Mercedes-EQ Silver Arrow 02 | 05  | Stoffel Vandoorne      |
| Mercedes-EQ Formula E Team               | Mercedes-EQ Silver Arrow 02 | 17  | Nyck de Vries          |
| Envision Virgin Racing                   | Audi e-tron FE07            | 04  | Robin Frijns           |
| Envision Virgin Racing                   | Audi e-tron FE07            | 37  | Nick Cassidy           |
| BMW i Andretti Motorsport                | BMW iFE.21                  | 27  | Jake Dennis            |
| BMW i Andretti Motorsport                | BMW iFE.21                  | 28  | Maximilian Günther     |
| Audi Sport ABT Schaeffler Formula E Team | Audi e-tron FE07            | 11  | Lucas di Grassi        |
| Audi Sport ABT Schaeffler Formula E Team | Audi e-tron FE07            | 33  | René Rast              |
| Jaguar Racing                            | Jaguar I-Type 5             | 10  | Sam Bird               |
| Jaguar Racing                            | Jaguar I-Type 5             | 20  | Mitch Evans            |
| TAG Heuer Porsche Formula E Team         | Porsche 99X Electric        | 36  | André Lotterer         |
| TAG Heuer Porsche Formula E Team         | Porsche 99X Electric        | 99  | Pascal Wehrlein        |
| Mahindra Racing                          | Mahindra M7Electro          | 29  | Alexander Sims         |
| Mahindra Racing                          | Mahindra M7Electro          | 94  | Alex Lynn              |
| ROKiT Venturi Racing                     | Mercedes-EQ Silver Arrow 02 | 48  | Edoardo Mortara        |
| ROKiT Venturi Racing                     | Mercedes-EQ Silver Arrow 02 | 71  | Norman Nato            |
| Dragon / Penske Autosport                | Penske EV-4                 | 06  | Nico Müller            |
| Dragon / Penske Autosport                | Penske EV-4                 | 07  | Sérgio Sette Câmara    |
| NIO 333 FE Team                          | NIO 333 001                 | 08  | Oliver Turvey          |
| NIO 333 FE Team                          | NIO 333 001                 | 88  | Tom Blomqvist          |

## Klassifikationen

### Renntag eins

#### Qualifying
| Pos. | Fahrer                 | Team                                     | Zeit       | Superpole | Start |
| ---- | ---------------------- | ---------------------------------------- | ---------- | --------- | ----- |
| 01   | Nyck de Vries          | Mercedes-EQ Formula E Team               | 1:08,786   | 1:08,157  | 01    |
| 02   | Pascal Wehrlein        | TAG Heuer Porsche Formula E Team         | 1:08,885   | 1:08,821  | 02    |
| 03   | René Rast              | Audi Sport ABT Schaeffler Formula E Team | 1:08,959   | 1:08,869  | 03    |
| 04   | Edoardo Mortara        | ROKiT Venturi Racing                     | 1:08,798   | 1:09,317  | 04    |
| 05   | Alex Lynn              | Mahindra Racing                          | 1:09,133   | 1:09,345  | 05    |
| 06   | Mitch Evans            | Jaguar Racing                            | 1:09,152   | 1:09,706  | 06    |
| 07   | André Lotterer         | TAG Heuer Porsche Formula E Team         | 1:09,157   | –         | 07    |
| 08   | Sam Bird               | Jaguar Racing                            | 1:09,265   | –         | 08    |
| 09   | Maximilian Günther     | BMW i Andretti Motorsport                | 1:09,277   | –         | 09    |
| 10   | Oliver Rowland         | Nissan e.dams                            | 1:09,362   | –         | 10    |
| 11   | Alexander Sims         | Mahindra Racing                          | 1:09,559   | –         | 11    |
| 12   | Norman Nato            | ROKiT Venturi Racing                     | 1:09,628   | –         | 12    |
| 13   | Oliver Turvey          | NIO 333 FE Team                          | 1:09,631   | –         | 13    |
| 14   | Jake Dennis            | BMW i Andretti Motorsport                | 1:09,723   | –         | 14    |
| 15   | Stoffel Vandoorne      | Mercedes-EQ Formula E Team               | 1:10,128   | –         | 15    |
| 16   | Lucas di Grassi        | Audi Sport ABT Schaeffler Formula E Team | 1:10,474   | –         | 16    |
| 17   | Sébastien Buemi        | Nissan e.dams                            | 1:10,594   | –         | 17    |
| 18   | António Félix da Costa | DS Techeetah                             | 1:10,735   | –         | 18    |
| 19   | Jean-Éric Vergne       | DS Techeetah                             | 1:10,804   | –         | 19    |
| –    | Sérgio Sette Câmara    | Dragon / Penske Autosport                | 1:21,445   | –         | 20    |
| –    | Nick Cassidy           | Envision Virgin Racing                   | 1:22,020   | –         | 21    |
| –    | Tom Blomqvist          | NIO 333 FE Team                          | 1:23,165   | –         | 22    |
| –    | Nico Müller            | Dragon / Penske Autosport                | 1:24,955   | –         | 23    |
| –    | Robin Frijns           | Envision Virgin Racing                   | keine Zeit | –         | 24    |

Anmerkungen
1. ↑  Die Rundenzeit der 250-kW-Runde von Cassidy wurde gestrichen, da er doppelt geschwenkte gelbe Flaggen ignoriert hatte.
2. ↑  Die Rundenzeit der 250-kW-Runde von Blomqvist wurde gestrichen, da er doppelt geschwenkte gelbe Flaggen ignoriert hatte.
3. ↑  Die Rundenzeit der 250-kW-Runde von Müller wurde gestrichen, da er doppelt geschwenkte gelbe Flaggen ignoriert hatte.

#### Rennen
| Pos. | Fahrer                 | Team                                     | Runden | Zeit      | Start | Schnellste Runde |
| ---- | ---------------------- | ---------------------------------------- | ------ | --------- | ----- | ---------------- |
| 01   | Nyck de Vries          | Mercedes-EQ Formula E Team               | 32     | 46:44,765 | 01    | 1:09,757 (28.)   |
| 02   | Edoardo Mortara        | ROKiT Venturi Racing                     | 32     | + 4,119   | 04    | 1:09,987 (30.)   |
| 03   | Mitch Evans            | Jaguar Racing                            | 32     | + 4,619   | 06    | 1:09,751 (28.)   |
| 04   | René Rast              | Audi Sport ABT Schaeffler Formula E Team | 32     | + 4,852   | 03    | 1:09,655 (16.)   |
| 05   | Pascal Wehrlein        | TAG Heuer Porsche Formula E Team         | 32     | + 7,962   | 02    | 1:10,520 (29.)   |
| 06   | Oliver Rowland         | Nissan e.dams                            | 32     | + 9,318   | 10    | 1:09,981 (28.)   |
| 07   | Alexander Sims         | Mahindra Racing                          | 32     | + 9,686   | 11    | 1:10,353 (29.)   |
| 08   | Stoffel Vandoorne      | Mercedes-EQ Formula E Team               | 32     | + 9,973   | 15    | 1:09,583 (30.)   |
| 09   | Lucas di Grassi        | Audi Sport ABT Schaeffler Formula E Team | 32     | + 11,089  | 16    | 1:10,572 (13.)   |
| 10   | Oliver Turvey          | NIO 333 FE Team                          | 32     | + 15,518  | 13    | 1:10,996 (28.)   |
| 11   | António Félix da Costa | DS Techeetah                             | 32     | + 16,225  | 18    | 1:10,708 (29.)   |
| 12   | Jake Dennis            | BMW i Andretti Motorsport                | 32     | + 17,025  | 14    | 1:10,761 (28.)   |
| 13   | Sébastien Buemi        | Nissan e.dams                            | 32     | + 17,273  | 17    | 1:10,387 (12.)   |
| 14   | Norman Nato            | ROKiT Venturi Racing                     | 32     | + 17,312  | 12    | 1:10,804 (12.)   |
| 15   | Jean-Éric Vergne       | DS Techeetah                             | 32     | + 18,402  | 19    | 1:10,408 (28.)   |
| 16   | André Lotterer         | TAG Heuer Porsche Formula E Team         | 32     | + 18,417  | 07    | 1:10,495 (15.)   |
| 17   | Robin Frijns           | Envision Virgin Racing                   | 32     | + 18,822  | 24    | 1:10,444 (28.)   |
| 18   | Tom Blomqvist          | NIO 333 FE Team                          | 32     | + 19,072  | 22    | 1:10,343 (28.)   |
| 19   | Nick Cassidy           | Envision Virgin Racing                   | 32     | + 19,951  | 21    | 1:10,365 (28.)   |
| 20   | Sérgio Sette Câmara    | Dragon / Penske Autosport                | 32     | + 20,174  | 20    | 1:09,599 (29.)   |
| 21   | Nico Müller            | Dragon / Penske Autosport                | 32     | + 20,586  | 23    | 1:09,662 (29.)   |
| –    | Maximilian Günther     | BMW i Andretti Motorsport                | 23     | DNF       | 09    | 1:11,113 (23.)   |
| –    | Sam Bird               | Jaguar Racing                            | 22     | DNF       | 08    | 1:11,093 (15.)   |
| –    | Alex Lynn              | Mahindra Racing                          | 16     | DNF       | 05    | 1:11,144 (12.)   |

### Renntag zwei

#### Qualifying
| Pos. | Fahrer                 | Team                                     | Zeit       | Superpole | Start |
| ---- | ---------------------- | ---------------------------------------- | ---------- | --------- | ----- |
| 01   | Robin Frijns           | Envision Virgin Racing                   | 1:07,810   | 1:07,889  | 01    |
| 02   | Sérgio Sette Câmara    | Dragon / Penske Autosport                | 1:08,333   | 1:08,178  | 02    |
| 03   | Sam Bird               | Jaguar Racing                            | 1:08,384   | 1:08,405  | 03    |
| 04   | Oliver Turvey          | NIO 333 FE Team                          | 1:08,424   | 1:08,439  | 04    |
| 05   | Tom Blomqvist          | NIO 333 FE Team                          | 1:08,367   | 1:08,732  | 05    |
| 06   | Nico Müller            | Dragon / Penske Autosport                | 1:08,432   | 1:09,060  | 06    |
| 07   | Jean-Éric Vergne       | DS Techeetah                             | 1:08,473   | –         | 07    |
| 08   | Sébastien Buemi        | Nissan e.dams                            | 1:08,544   | –         | 08    |
| 09   | Alex Lynn              | Mahindra Racing                          | 1:08,632   | –         | 12    |
| 10   | António Félix da Costa | DS Techeetah                             | 1:08,649   | –         | 09    |
| 11   | Nick Cassidy           | Envision Virgin Racing                   | 1:08,733   | –         | 10    |
| 12   | Maximilian Günther     | BMW i Andretti Motorsport                | 1:08,797   | –         | 11    |
| 13   | Oliver Rowland         | Nissan e.dams                            | 1:08,798   | –         | 13    |
| 14   | Alexander Sims         | Mahindra Racing                          | 1:08,876   | –         | 14    |
| 15   | Lucas di Grassi        | Audi Sport ABT Schaeffler Formula E Team | 1:12,642   | –         | 15    |
| 16   | Pascal Wehrlein        | TAG Heuer Porsche Formula E Team         | 1:08,970   | –         | 16    |
| 17   | Jake Dennis            | BMW i Andretti Motorsport                | 1:11,194   | –         | 17    |
| 18   | Mitch Evans            | Jaguar Racing                            | 1:13,868   | –         | 18    |
| 19   | René Rast              | Audi Sport ABT Schaeffler Formula E Team | 1:13,954   | –         | 19    |
| –    | Nyck de Vries          | Mercedes-EQ Formula E Team               | keine Zeit | –         | 20    |
| –    | Edoardo Mortara        | ROKiT Venturi Racing                     | keine Zeit | –         | 21    |
| –    | Stoffel Vandoorne      | Mercedes-EQ Formula E Team               | keine Zeit | –         | 22    |
| –    | Norman Nato            | ROKiT Venturi Racing                     | keine Zeit | –         | 23    |
| –    | André Lotterer         | TAG Heuer Porsche Formula E Team         | keine Zeit | –         | 24    |

Anmerkungen
1. ↑  Lynn wurde wegen des Verursachens einer Kollision um drei Positionen nach hinten versetzt.

#### Rennen
| Pos. | Fahrer                 | Team                                     | Runden | Zeit       | Start | Schnellste Runde |
| ---- | ---------------------- | ---------------------------------------- | ------ | ---------- | ----- | ---------------- |
| 01   | Sam Bird               | Jaguar Racing                            | 29     | 39:50,836  | 03    | 1:09,847 (25.)   |
| 02   | Robin Frijns           | Envision Virgin Racing                   | 29     | + 2,194    | 01    | 1:09,902 (14.)   |
| 03   | António Félix da Costa | DS Techeetah                             | 29     | + 6,900    | 09    | 1:10,108 (12.)   |
| 04   | Sérgio Sette Câmara    | Dragon / Penske Autosport                | 29     | + 12,817   | 02    | 1:10,225 (25.)   |
| 05   | Nico Müller            | Dragon / Penske Autosport                | 29     | + 13,924   | 06    | 1:10,330 (26.)   |
| 06   | Oliver Turvey          | NIO 333 FE Team                          | 29     | + 15,523   | 04    | 1:10,383 (22.)   |
| 07   | Oliver Rowland         | Nissan e.dams                            | 29     | + 16,389   | 13    | 1:10,135 (14.)   |
| 08   | Lucas di Grassi        | Audi Sport ABT Schaeffler Formula E Team | 29     | + 20,612   | 15    | 1:09,868 (25.)   |
| 09   | Nyck de Vries          | Mercedes-EQ Formula E Team               | 29     | + 22,482   | 20    | 1:08,811 (20.)   |
| 10   | Pascal Wehrlein        | TAG Heuer Porsche Formula E Team         | 29     | + 25,395   | 16    | 1:10,598 (20.)   |
| 11   | André Lotterer         | TAG Heuer Porsche Formula E Team         | 29     | + 27,257   | 24    | 1:09,364 (26.)   |
| 12   | Jean-Éric Vergne       | DS Techeetah                             | 29     | + 28,846   | 07    | 1:10,202 (26.)   |
| 13   | Stoffel Vandoorne      | Mercedes-EQ Formula E Team               | 29     | + 29,112   | 22    | 1:09,689 (24.)   |
| 14   | Nick Cassidy           | Envision Virgin Racing                   | 29     | + 33,079   | 10    | 1:09,754 (13.)   |
| 15   | Alexander Sims         | Mahindra Racing                          | 29     | + 43,885   | 14    | 1:09,755 (20.)   |
| 16   | Norman Nato            | ROKiT Venturi Racing                     | 29     | + 48,192   | 23    | 1:10,028 (26.)   |
| 17   | René Rast              | Audi Sport ABT Schaeffler Formula E Team | 29     | + 1:06,254 | 19    | 1:09,454 (15.)   |
| 18   | Tom Blomqvist          | NIO 333 FE Team                          | 29     | + 1:09,508 | 05    | 1:10,557 (23.)   |
| –    | Sébastien Buemi        | Nissan e.dams                            | 26     | DNF        | 08    | 1:09,999 (22.)   |
| –    | Maximilian Günther     | BMW i Andretti Motorsport                | 26     | DNF        | 11    | 1:09,991 (13.)   |
| –    | Mitch Evans            | Jaguar Racing                            | 26     | DNF        | 18    | 1:09,355 (20.)   |
| –    | Alex Lynn              | Mahindra Racing                          | 26     | DNF        | 12    | 1:09,632 (25.)   |
| –    | Jake Dennis            | BMW i Andretti Motorsport                | 16     | DNF        | 17    | 1:10,684 (15.)   |
| –    | Edoardo Mortara        | ROKiT Venturi Racing                     | 0      | DNS        | 23    | –                |

Anmerkungen
1. ↑  Vergne erhielt nachträglich eine Durchfahrtstrafe, die in eine Zeitstrafe von 24 Sekunden umgewandelt wurde, weil er den Attack-Mode nur einmal benutzt hatte.
2. ↑  Cassidy erhielt nachträglich eine Durchfahrtstrafe, die in eine Zeitstrafe von 24 Sekunden umgewandelt wurde, weil er bei Full-Course-Yellow schneller als die maximal erlaubten 50 km/h gefahren war.
3. ↑  Sims erhielt nachträglich eine Durchfahrtstrafe, die in eine Zeitstrafe von 24 Sekunden umgewandelt wurde, weil die Leistungsabgabe aus dem Batteriesystem nicht dem entsprach, was bei der Homologation der sogenannten „Throttle-Map“ angegeben wurde.
4. ↑  Rast erhielt nachträglich eine Durchfahrtstrafe, die in eine Zeitstrafe von 24 Sekunden umgewandelt wurde, weil er den Attack-Mode nur einmal benutzt hatte.
5. ↑  Blomqvist erhielt nachträglich eine Durchfahrtstrafe, die in eine Zeitstrafe von 24 Sekunden umgewandelt wurde, weil er den Attack-Mode nur einmal benutzt hatte.
6. ↑  Blomqvist erhielt nachträglich eine Durchfahrtstrafe, die in eine Zeitstrafe von 24 Sekunden umgewandelt wurde, weil er bei Full-Course-Yellow schneller als die maximal erlaubten 50 km/h gefahren war.
7. ↑  Evans erhielt nachträglich eine Durchfahrtstrafe, die in eine Zeitstrafe von 24 Sekunden umgewandelt wurde, weil er ein unerlaubtes Überholmanöver während einer Safety-Car-Phase begangen hatte.
8. ↑  Lynn erhielt nachträglich eine Durchfahrtstrafe, die in eine Zeitstrafe von 24 Sekunden umgewandelt wurde, weil die Leistungsabgabe aus dem Batteriesystem nicht dem entsprach, was bei der Homologation der sogenannten „Throttle-Map“ angegeben wurde.

## Meisterschaftsstände nach den Rennen
Die ersten Zehn des Rennens bekamen 25, 18, 15, 12, 10, 8, 6, 4, 2 bzw. 1 Punkt(e). Zusätzlich gab es drei Punkte für die Pole-Position, einen Punkt für den schnellsten Fahrer nach der Qualifying-Gruppenphase und einen Punkt für den Fahrer unter den ersten Zehn, der die schnellste Rennrunde erzielte.

### Fahrerwertung
| Pos. | Fahrer                 | Team                                     | Punkte |
| ---- | ---------------------- | ---------------------------------------- | ------ |
| 01   | Nyck de Vries          | Mercedes-EQ Formula E Team               | 32     |
| 02   | Sam Bird               | Jaguar Racing                            | 25     |
| 03   | Robin Frijns           | Envision Virgin Racing                   | 22     |
| 04   | Edoardo Mortara        | ROKiT Venturi Racing                     | 18     |
| 05   | António Félix da Costa | DS Techeetah                             | 15     |
| 06   | Mitch Evans            | Jaguar Racing                            | 15     |
| 07   | Oliver Rowland         | Nissan e.dams                            | 14     |
| 08   | René Rast              | Audi Sport ABT Schaeffler Formula E Team | 13     |
| 09   | Sérgio Sette Câmara    | Dragon / Penske Autosport                | 12     |
| 10   | Pascal Wehrlein        | TAG Heuer Porsche Formula E Team         | 11     |
| 11   | Nico Müller            | Dragon / Penske Autosport                | 10     |
| 12   | Oliver Turvey          | NIO 333 FE Team                          | 9      |

| Pos. | Fahrer             | Team                                     | Punkte |
| ---- | ------------------ | ---------------------------------------- | ------ |
| 13   | Alexander Sims     | Mahindra Racing                          | 6      |
| 14   | Lucas di Grassi    | Audi Sport ABT Schaeffler Formula E Team | 6      |
| 15   | Stoffel Vandoorne  | Mercedes-EQ Formula E Team               | 4      |
| 16   | André Lotterer     | TAG Heuer Porsche Formula E Team         | 0      |
| 17   | Jean-Éric Vergne   | DS Techeetah                             | 0      |
| 18   | Jake Dennis        | BMW i Andretti Motorsport                | 0      |
| 19   | Sébastien Buemi    | Nissan e.dams                            | 0      |
| 20   | Norman Nato        | ROKiT Venturi Racing                     | 0      |
| 21   | Nick Cassidy       | Envision Virgin Racing                   | 0      |
| 22   | Tom Blomqvist      | NIO 333 FE Team                          | 0      |
| –    | Maximilian Günther | BMW i Andretti Motorsport                | 0      |
| –    | Alex Lynn          | Mahindra Racing                          | 0      |

### Teamwertung
| Pos. | Team                                     | Punkte |
| ---- | ---------------------------------------- | ------ |
| 01   | Jaguar Racing                            | 40     |
| 02   | Mercedes-EQ Formula E Team               | 36     |
| 03   | Envision Virgin Racing                   | 22     |
| 04   | Dragon / Penske Autosport                | 22     |
| 05   | Audi Sport ABT Schaeffler Formula E Team | 19     |
| 06   | ROKiT Venturi Racing                     | 18     |

| Pos. | Team                             | Punkte |
| ---- | -------------------------------- | ------ |
| 07   | DS Techeetah                     | 15     |
| 08   | Nissan e.dams                    | 14     |
| 09   | TAG Heuer Porsche Formula E Team | 11     |
| 10   | NIO 333 FE Team                  | 9      |
| 11   | Mahindra Racing                  | 6      |
| 12   | BMW i Andretti Motorsport        | 0      |